# Col de la Givrine
Il col de la Givrine è un passo di montagna nel Massiccio del Giura, tra il Canton Vaud, in Svizzera, e la Franca Contea in Francia. Collega la località di Nyon con quella di Morez. Scollina a un'altitudine di 1228 m s.l.m. tra Saint Cergue e La Cure.